# Tania Gunadi

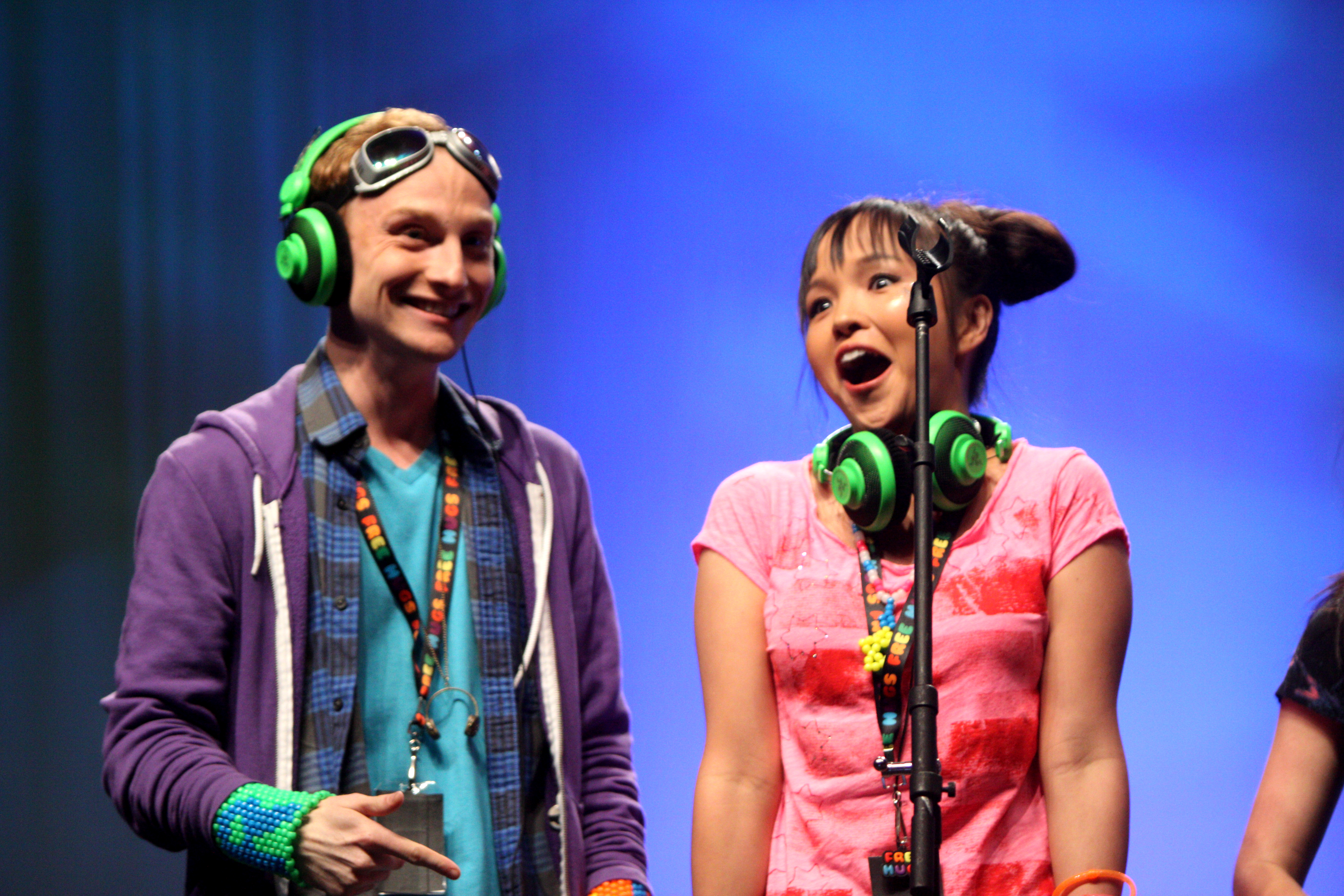
Tania Gunadi (rechts) auf der VidCon 2012 in ihrer Rolle als Techno aus der Serie MyMusic

Tania Gunadi (* 29. Juli 1983 in Bandung) ist eine in Indonesien geborene US-amerikanische Schauspielerin.

## Biografie
Tania Gunadi wurde im indonesischen Bandung geboren. Sie spielte die zweite Hauptrolle in den Disney-Channel-Filmen Der perfekte Rockstar und Go Figure. Tania Gunadi hatte zudem mehrere Gastauftritte in TV-Shows wie It’s Always Sunny in Philadelphia, Boston Public und Even Stevens. Regelmäßig spielt sie in der Disney-Serie Aaron Stone (Februar 2009 – Juli 2010) als Emma. 2009 spielte sie in einer Nebenrolle einen Alien Starfleet Kadett im Film Star Trek von J. J. Abrams.
Gunadi unterstützt Cat Allies, eine gemeinnützige Hilfsorganisation um das Leben von streunenden Katzen zu schützen und zu verbessern.

## Filmografie (Auswahl)
- 2001: A Real Job
- 2002: Eben ein Stevens (Even Stevens, Fernsehserie, 2 Episoden)
- 2002: Haunted (Fernsehserie, Episode: Seeking Asylum)
- 2003: Lock Her Room (Kurzfilm)
- 2003: Nudity Required
- 2003: All About the Andersons (Fernsehserie, Pilotfilm)
- 2003: Boston Public (Fernsehserie, 3 Episoden)
- 2004: Der perfekte Rockstar (Pixel Perfect, Fernsehfilm)
- 2004: Eulogy – Letzte Worte (Eulogy)
- 2005: Wiener Park (Fernsehfilm)
- 2005: The Magic of Ordinary Days (Fernsehfilm)
- 2005: Die Eishockey-Prinzessin (Go Figure, Fernsehfilm)
- 2007: It’s Always Sunny in Philadelphia (Fernsehserie, Episode: Ärger mit Nordkorea)
- 2009: Spring Breakdown
- 2009: Bob Funk
- 2009–2010: Aaron Stone (Fernsehserie, 34 Episoden)
- 2010: Unconditionally (Kurzfilm)
- 2010–2013: Transformers: Prime (Fernsehserie, 48 Episoden, Hauptrolle, Stimme)
- 2012: Zambezia (Stimme)
- 2012: Possessions
- 2012–2014: MyMusic (Fernsehserie, 58 Episoden, Hauptrolle)
- 2013: Eine Hochzeit zu Weihnachten (Snow Bride, Fernsehfilm)
- 2014: Enlisted (Fernsehserie, 13 Episoden)
- 2016: Graves (Fernsehserie, 7 Episoden)
- 2018–2019: Shimmer und Shine (Shimmer and Shine, Fernsehserie, 4 Episoden)
- 2022: Marmaduke (Stimme)